# 펠리페 카이세도
펠리페 살바도르 카이세도 코로소(스페인어: Felipe Salvador Caicedo Corozo, 1988년 9월 5일 ~ )는 에콰도르의 축구 선수로, 아바에서 스트라이커로 뛰고 있다.
카이세도는 유럽에서 프로 선수 생활을 시작한 유일한 에콰도르 선수이며, 2006년 스위스 슈퍼리그의 바젤에서 데뷔하였다. 바젤에서의 활약으로 2008년 잉글랜드 프리미어리그의 맨체스터 시티로 이적해 27경기에서 4골을 기록했으나, 이후 스포르팅, 말라가에서의 임대 생활을 거쳐, 레반테에서 임대 선수 생활을 하고 있다.
16살의 나이에 이탈리아 전에서 대표팀 데뷔전을 치렀다. 2007년 코파 아메리카 에콰도르 대표팀의 구성원이기도 하였다.